# Dino Crisis (игра)
Dino Crisis (с англ. — «Кризис с динозаврами»), в России известна как Dino Crisis: Нашествие тварей — видеоигра в жанре survival horror, разработанная и выпущенная Capcom. В 1999 году игра вышла на приставке PlayStation, а в 2000 году была портирована на Windows и Dreamcast.

## Игровой процесс
Игровой процесс следует модели «ужаса на выживание», апробированной Capcom в играх серии Resident Evil. В игре используется вид от третьего лица. Используется полностью трёхмерное полигональное окружение, в отличие от Resident Evil, в которой фоны представляли собой предварительно отрисованную статичную картинку. При этом свободы обзора нет: действия персонажа показываются закреплённой в определённой точке локации «камерой», которая может изменять угол зрения, следуя за персонажем или заостряя внимание игрока на определённом объекте.
Управляемый игроком персонаж может ходить, бегать, стрелять (в отличие от Resident Evil, в том числе в движении), подниматься и спускаться по лестницам, поднимать предметы, передвигать некоторые объекты, такие как стеллажи или ящики, открывать и закрывать двери, использовать различные объекты, такие как компьютеры или переключатели, читать документы и иными способами взаимодействовать с игровым миром. Используется аналогичная Resident Evil «танковая» схема управления: персонаж может поворачиваться на месте, а также двигаться вперёд и назад. Аналоговые стики DualShock в игре не задействованы, хотя поддерживается функция вибрации: внезапные атаки сопровождаются резкой тряской, а приближение большого противника — лёгким подрагиванием.
В основе игрового процесса лежит выполнение заданий, требующее перемещения по локациям в условиях постоянного присутствия на них противников, которыми в игре являются динозавры: в основном велоцирапторы, но встречаются также птеранодоны, компсогнаты, теризинозавры и тираннозавр. Велоцирапторы различаются по цветам: самые слабые — коричневые, самые сильные и выдерживающие большое число попаданий — голубые. Теризинозавры — сильные противники, появляющиеся ближе к концу игры, имеющие атаку, мгновенно убивающую персонажа. Тираннозавр выполняет роль несколько раз появляющегося «босса».
Динозавры представлены как хищники, охотящиеся на людей, оказавшихся на острове. Они активно преследуют персонажа игрока, атакуя его зубами, когтями и хвостом. Динозавры могут сбить персонажа с ног, выбить из его рук оружие. От противников можно попытаться убежать или спрятаться за препятствиями, но управляемый игроком персонаж не обладает существенным преимуществом в скорости. Противники могут преодолевать препятствия и преследовать персонажа игрока через двери в соседние комнаты.
Для того, чтобы дать отпор динозаврам, можно использовать выстрелы из огнестрельного оружия, а также дротики с транквилизатором. Также можно использовать лазерные барьеры, чтобы перегородить путь преследующему персонажа динозавру. В игре присутствуют ситуации, когда персонажа внезапно атакует динозавр, и чтобы спастись, надо быстро нажимать определённую кнопку на геймпаде или клавиатуре.
Персонаж может подбирать и носить с собой различные предметы, управление которыми осуществляется на отдельном экране. Предметы разделяются на две категории: оружие и прочие вещи. Изначально игроку доступны пистолет Glock 34 и ружье Franchi PA3. Позже становится доступным гранатомёт. Игрок может выбирать используемое оружие, заряжать его определённым типом боеприпасов, улучшать его, используя подбираемые детали. Игроку доступно лишь ограниченное количество предметов и боеприпасов, особенно к более мощному оружию. Для выживания необходимо эффективно использовать имеющиеся ресурсы, а также умело управлять персонажем, убегая от динозавров или используя барьеры для того, чтобы преградить им путь.
В игре отсутствует шкала здоровья, однако оценить тяжесть полученных повреждений можно визуально: получив некоторый урон, персонаж начинает хромать и держаться за бок, а при более серьёзных ранениях начинает пошатываться. При получении урона может открыться кровотечение, которое отображается лужами крови, появляющимися на полу. Для лечения повреждений используются подбираемые предметы: гемостатик используется для прекращения кровотечения, а аптечки — для восстановления здоровья.
Предметы с лечебным действием и медицинские препараты можно комбинировать между собой для увеличения их эффективности, а также для создания боеприпасов с транквилизатором и отравленных дротиков, убивающих любого обычного противника с одного попадания. Лишние предметы можно хранить в кодированных цветом ящиках, для открытия которых нужно собрать определённое число «пробок» (англ. plug). Как и с сундуками Resident Evil, предметы, положенные в ящик, доступны из других ящиков того же цвета.
В каждый момент времени у игрока имеется определённая задача: сделать ключ-карту для открытия двери, включить лифт, открыть аварийный выход и так далее. В игре присутствуют различного характера головоломки. Часто встречается мини-игра со взломом кодовых замков: для того, чтобы открыть дверь, надо найти два диска («система DDK»), а потом решить головоломку со словами и числами, чтобы получить пароль для открытия двери. Некоторые двери можно открыть только при помощи отпечатка пальца или ID-карт, и чтобы пройти дальше, необходимо найти устройства, позволяющие перезаписывать ID-карты и подделывать отпечатки пальцев. Есть и другие головоломки, такие как расстановка по порядку цветных ячеек питания, управление краном для того, чтобы передвинуть ящики на складе и т. п.
Игру можно сохранять в специальных комнатах, которые являются безопасной зоной. Предложение сохраниться появляется, когда игрок выходит из них. Сохраняться можно неограниченное число раз, однако количество сохранений учитывается при подсчёте рейтинга игрока в конце игры. Игроку доступна карта локации, на которой отображается его местоположение и текущая цель. Встречающиеся на базе планы помещений дополняют эту карту.
После прохождения игры (в версии для PlayStation) открывался дополнительный режим «Operation: Wipeout», в котором за определённое время нужно было убить как можно больше динозавров. За успешное уничтожение противников начислялись очки, количество которых можно было сравнить с другими игроками. Также становился доступным выбор костюмов для главной героини, включающих облегающие шорты и «дикарский» костюм из тигровых шкур.

## Сюжет
На тропическом острове Ибиса была обнаружена секретная база, предположительно занимающаяся разработкой новых видов оружия для нужд вымышленного государства Республики Боргинии. Внедрившийся туда под видом учёного агент неназванной разведывательной организации, находящейся под прямым правительственным контролем, передаёт сообщение о том, что на острове обнаружен доктор Кирк, который руководит проводящимися на острове исследованиями. Несмотря на молодость, Кирк — талантливейший учёный. В прошлом он занимался разработками, связанными с «принципом чистой энергии». Результаты экспериментов Кирка должны были позволить получать энергию из атмосферы, не загрязняя окружающую среду. Предполагалось, что доктор Кирк погиб во время очередного эксперимента. Однако выяснилось, что из-за недовольства прекращением финансирования его проекта, он инсценировал свою смерть и возглавил секретную лабораторию. После потери контакта с внедрённым агентом на остров была направлена группа спецназа, которая десантируется с задачей найти и вывезти Кирка.
В ходе высадки один из членов команды пропадает, а вместе с ним и радиопередатчик, позволяющий вызвать спасательный вертолёт. Остальные попадают на базу, которая кажется покинутой. Члены команды разделяются, чтобы выяснить, что случилось. Вскоре обнаруживается, что остров кишит динозаврами (один из которых и съел пропавшего агента), а большая часть персонала базы мертва. Команда должна выжить во враждебной обстановке, выполнить задачу и прояснить связь между экспериментами Кирка и появлением динозавров.
На первом этапе игры основными задачами Регины является поиск ключей, запуск генераторов и получение доступа к запертым помещениям комплекса. В кабинете начальника она обнаруживает умирающего учёного, который сообщает ей об экспериментах Кирка. Команда узнаёт о том, что в результате экспериментов Кирка с «третьей энергией» произошёл сдвиг во времени, перенесший динозавров на остров. 
В игре имеются сюжетные развилки, когда для достижения определённой цели члены отряда предлагают разные варианты действий. Как правило, вариант Гейла предполагает столкновение с противниками, а в варианте Рика придётся решить больше головоломок. Выбор одного из вариантов определяет локации, которые придётся посетить игроку, однако позже они сходятся в общей точке. 
Например, в первой из развилок Регина может помочь Гейлу в поисках доктора Кирка или отправиться с Риком на помощь раненому агенту Тому, внедрённому в комплекс под прикрытием. Независимо от того, какой выбор сделан, в конечном итоге Том погибает, а команда захватывает Кирка. 
Для того, чтобы можно было покинуть остров, Регина должна стабилизировать реактор «третьей энергии», чтобы нейтрализовать энергетический вихрь, блокирующий путь к порту. Она собирает необходимые устройства — инициализатор и стабилизатор, либо проникая в охраняемые помещения, где они хранятся, либо самостоятельно собирая их из доступных деталей. Запустив генератор, Регина вызывает перегрузку, что открывает путь наружу. Гейл получает ранение, спасая доктора Кирка при обрушении потолка. Кирк убегает, но Гейл успевает поставить на него «жучок» трекер.
Между Риком и Гейлом возникают разногласия. Гейл настаивает на приоритетности миссии по захвату Кирка и, несмотря на ранение, готов отправиться на его поиски, в то время как Рик предлагает сосредоточиться на выживших и поиске пути эвакуации. Игроку в роли Регины предстоит сделать выбор, который повлияет на дальнейшее развитие событий и конечную развязку. В игре присутствует три концовки. 
Если игрок в завершающей части игры будет следовать плану Гейла, команде удаётся захватить Кирка, но Гейл погибает. Перед этим он передаёт Регине секретный диск с данными о «Третьей энергии», которые, по его словам, и были настоящей целью миссии. Пославшее группу правительство хочет использовать результаты исследований Кирка для создания оружия, дающего превосходство в гонке вооружений.
Если принять сторону Рика, команда спасает раненого Гейла, но Кирку удаётся сбежать. Наконец, если проигнорировать предложения союзников и добраться до секретной подземной вертолётной площадки, которую Кирк пытается использовать для побега, удаётся и захватить его, и сохранить жизни товарищей.
В первых двух концовках команда спасается на судне на воздушной подушке, а в секретной на вертолёте. В каждой из концовок игра завершается последним столкновением с тиранозавром, которого команда побеждает, покидая остров. 
Во всех вариантах завершения игры «Третья энергия» выходит из-под контроля, в результате чего происходит взрыв и ещё один временной сдвиг. Остров Ибиса не уничтожен, и на нём ещё могут находиться динозавры.

### Персонажи
Игроку предстоит играть за агента военной правительственной организации Регину, привлекательную девушку с красными волосами, внешность которой имеет японские и европейские черты. Несмотря на молодой возраст (23 года), Регина — отличный солдат с опытом участия в операциях с проникновением на вражескую территорию. Обладает богатыми навыками обращения с оружием, находится в хорошей физической форме, стрессоустойчива, ловка и обладает быстрой реакцией. Кроме неё, в игре также имеются иные персонажи:
- Гейл (англ. Gail) — командир группы, он старше остальных её членов (35 лет). Задуман разработчиками как персонаж-лидер, трезво и с холодным расчётом относящийся к заданию, которое необходимо выполнить[18]. Имеет большой опыт военных операций и твёрдо следует приказу, а также старается привить дисциплину боевым товарищам[8][9][15]. Быстро принимает решения и следует намеченному курсу, его сложно переубедить, если он уже выбрал вариант действий[15]. В течение игры несколько раз пропадает, появляясь вновь спустя некоторое время. Как командир, знает о задании больше остальных. Знания его тревожат, а потому Гейл торопится выполнить его. В конце игры может погибнуть, если дать ему уйти разыскивать доктора Кирка.
- Рик (англ. Rick) — снайпер[13], специалист по работе с компьютерами, тяжёлой техникой, также владеющий медицинскими навыками[9]. Также молод, ему 25 лет. В отличие от Гейла, более человечен и склонен к сочувствию, готов всегда откликнуться на призыв о помощи и не следует слепо инструкциям, даже если это грозит ему неприятностями[8][18][15]. В течение игры большую часть времени проводит за компьютерами в комнатах управления[4]. При любом раскладе в конце игры выживает.
- Том (англ. Tom) — резидент. Внедрён на остров Ибиса с задачей наблюдать за экспериментами. Благодаря его работе власти обратили внимание на доктора Кирка и отослали спецотряд[11]. Погибает от полученных ран и потери крови ближе к середине игры.
- Купер (англ. Cooper) — связист. При высадке на остров отделился от остальной группы и был съеден динозавром[4][19].
- Доктор Эдвард Кирк (англ. Dr. Edward Kirk) — 32-летний учёный-физик. Проводил секретные эксперименты на острове. Его захват является целью задания. Гениален, но характеризуется моральной индифферентностью[15]. Доктор Кирк может сбежать от игрока, если он выберет вариант Рика с побегом с острова.

В игре имеется также один повторяющийся персонаж динозавра — тираннозавр. Он появляется в некоторых локациях игры и представляет смертельную угрозу. Его нельзя уничтожить имеющимся у персонажа оружием, а можно лишь на время обезвредить. В большинстве случаев от него необходимо просто скрыться.
- Ти-Рекс — огромный хищный динозавр. Размеры соответствуют наиболее крупным особям. Непосредственно в игре неубиваем. В конце игры Регина или Рик без помощи игрока вступает в последнюю схватку с ящером. В зависимости от концовки, Рик сбрасывает на Тираннозавра бомбу, Регина бросает в его пасть взрывное устройство, или Ти-Рекса затягивает освободившейся Третьей Энергией в другую точку пространственно — временного континуума. Во всех случаях можно предполагать, что ящер так и остался жив.

## Разработка

### Начало разработки
После выхода успешной Resident Evil и её продолжения, в Capcom поняли, что обнаружили успешную формулу для создания игр в новом жанре survival horror. Руководить разработкой игры, которая должна была лечь в основу новой франшизы, поручили Синдзи Миками, уже имевшему успешный опыт работы над Resident Evil. Хотя он оставался номинальным продюсером новых игр этой франшизы, основные усилия он сосредоточил на создании новой игры. Совместно с Миками над игрой работал Сю Такуми. Первоначально именно он выполнял обязанности руководителя, однако из-за недостатка у него опыта был переведён на должность планировщика, и отвечал за создание первой половины проекта. Главную роль при работе над дизайном выполнял Миками.

### Концепция игры
Действие Dino Crisis происходило в мире, не имевшем никакого отношения к Resident Evil. Вдохновением для неё послужил фильм Стивена Спилберга «Парк юрского периода». Как и в фильме, действие новой игры происходило на острове с враждебными динозаврами, но на этом сюжетные параллели заканчивались: Миками продумывал собственную историю, загадки которой постепенно должны были открывать игроки. Миками не хотел просто следовать уже готовому шаблону: у него было желание пробовать новые идеи. Помимо фильма Спилберга, вдохновением для Миками послужили «Затерянный мир» и «Чужие».
В уже имевшей богатый опыт эксплуатации шаблонных схем игрового процесса компании понимали, что только лишь одной замены зомби на другой тип врагов будет недостаточно для создания успешного продукта. Для того, чтобы придать новой игре черты, выделяющие её при сравнении с духовным предшественником, Capcom пришлось пойти на довольно смелый шаг: несмотря на то, что целевой платформой являлась стремительно устаревающая PlayStation, разработчики решили отказаться от статических задников, используя трёхмерное полигональное окружение. Хотя камера оставалась в целом статичной, теперь можно было использовать панорамирование и другие кинематографические приёмы, а также показывать сцену с разных углов. Это также позволяло скрыть области, откуда могут появиться враги, которые перестали выделяться на фоне задников, что позволяло держать игрока в более сильном напряжении.
Программирование камеры было одной из сложных задач, стоявших перед разработчиками, потому что игра должна была в любой момент времени позволять игроку видеть своего персонажа. Использование полностью трёхмерного окружения также укрепило связь игры с жанром survival horror — технические ограничения не позволяли одновременно показывать на экране много динозавров, так что акцент пришлось делать не на действии, а на выживании в борьбе с небольшим числом сложных противников. Также действие игры в основном проходило в замкнутых пространствах — как из-за ограничений аппаратного обеспечения (от сцены в джунглях разработчикам пришлось отказаться), так и из-за мнения Миками о том, что так легче создавать пугающий эффект.

### Динозавры как противники
Никаких особых причин для выбора именно динозавров у Миками не было: они ему «просто нравились». Он считал, что они «большие, сильные, очень яростные и очень страшно выглядят». Однако выбор противников задал направление игровому процессу и сюжету. Динозавры должны были стать сложными противниками: они сильны, быстры, могут быть маленькими или большими, а также способны держать удар. Кроме того, надо было как-то объяснить появление живого динозавра в реалистичном игровом окружении. Определился и способ, которым игра должна была пугать. Миками описывал сцену из книги Майкла Крайтона «Парк юрского периода», ставшей основой для фильма Спилберга: персонаж находится в огороженной зоне в джунглях, зная, что листва скрывает что-то опасное, но не видит что именно. В момент, когда он пытается рассмотреть нечто сквозь кусты, он слышит внезапное движение и подвергается стремительной атаке. Основным источником ужаса в игре должен был стать первобытный страх жертвы перед хищником, который находится где-то рядом и готов напасть в любой момент. При этом число разных динозавров в игре не должно было стать слишком большим — частично из-за ограниченных ресурсов разработчиков, частично из-за того, что они хотели сделать акцент не на количество противников, а на разнообразие возможных вариантов их действий и ситуаций взаимодействия с ними. Среди не вошедших в игру динозавров, возможность включения которых обсуждалась на ранних стадиях разработки — трицератопсы и анкилозавры.
Динозавры должны были стать противником, совершенно чуждым человеку. Хотя Миками знал о том, что они скорее родственны птицам, он использовал более знакомый публике образ большой и быстрой рептилии, использующей челюсти, когти и хвост как смертельное оружие. «Рептильный» образ динозавров объяснял их живучесть, нечувствительность к боли и свирепость. Миками рассматривал их как существа, с которыми заведомо нельзя договориться, которые практически не реагируют на угрозы и набрасываются на персонажа, едва завидев его, чтобы сожрать. Достаточно сложной задачей для разработчиков стала анимация движений динозавров: её пришлось создавать, опираясь на движения реально существующих животных. Базой для стратегии поведения динозавров стали такие хищные животные, как тигры и львы. Моделью для движений челюстей в момент нападения на персонажа игрока стали собаки и крокодилы. Изначально планировалось, что управлять динозаврами будет продвинутый искусственный интеллект, что придало бы им индивидуальные особенности поведения и способность изощрённо преследовать игрока, предсказывая его передвижения и устраивая засады. Однако в конечном итоге противники хотя и были «умнее» зомби из Resident Evil, но всё же Миками пришлось умерить амбиции.
Чтобы создавать у игрока напряжение, динозавры должны были выдерживать попадания пуль, и даже будучи поверженными, снова вставать и набрасываться на персонажа. Некоторые и вовсе должны были быть неубиваемыми. Для того, чтобы не превращать игру в нашпиговывание рептилий пулями, Миками придумал оружие, стреляющее дротиком с транквилизатором, позволяющее на время усыпить динозавра. Спящие динозавры должны были вызывать у игрока двойственные ощущения: с одной стороны, по мнению Миками, они выглядели, как ни странно, довольно милыми, а с другой стороны, могли в любой момент проснуться и наброситься на персонажа, что не позволяло игроку почувствовать себя в безопасности.

### Surivival Panic
Если Resident Evil полагался на медленно развёртывающиеся сцены и саспенс, то новая игра должна была стать гораздо более динамичной. Динозавры могли появиться откуда угодно, проламываясь сквозь двери и стены. От них было сложнее убежать, чем от медлительных зомби, и они могли преследовать игрока. Хотя их можно было усыпить, в основном игроку приходилось рассчитывать на барьеры, которые можно было закрывать кнопками, прежде чем динозавр догонит персонажа. Единственным местом, где игрок мог почувствовать себя в безопасности, были достаточно редкие комнаты сохранения. Были добавлены и другие особенности, заставлявшие в панике бороться за жизнь: получив повреждения, главная героиня начинала истекать кровью, а враги могли выбить оружие из рук, оставляя её беззащитной.
Синдзи Миками утверждал, что Resident Evil был основан на страхе того, что может ждать за углом, а в Dino Crisis опасность не просто ждёт, а активно охотится на персонажа. Он использовал выражение «панический ужас» (англ. panic horror) для описания ощущений игрока, который, в отличие от Resident Evil, нигде не мог почувствовать, что опасности сейчас нет. Если Resident Evil он сравнивал с прогулкой по дому с привидениями, то Dino Crisis должен был вызывать те же ощущения, что поездка на американских горках. В маркетинге Capcom использовала для описания стиля игрового процесса характеристику «survival panic» (с англ. — «выживание в панике», по аналогии с «survival horror»).
Для того, чтобы сделать возможным выживание в новых условиях, Capcom пришлось изменить «танковое» управление Resident Evil, добавив возможность одновременно стрелять и двигаться, а также быстро поворачиваться на 180°. Кроме того, была придумана система крафтинга, позволяющая объединять подобранные предметы, создавая таким образом более сильнодействующие дротики или аптечки, позволяющие поправить здоровье. Предполагалось, что игроки будут экспериментировать, подбирая комбинации, позволяющие получить мощные предметы.
Как и Resident Evil, игра включала большое число головоломок. При их создании головоломок разработчики в основном использовали уже знакомые игрокам схемы. Однако были и новые идеи, такие как наборы букв, к которым игрок должен был применить определённые преобразования, чтобы получить кодовое сообщение, позволяющее открыть дверь и пройти дальше. Автором всех головоломок в Dino Crisis был Сю Такуми.

### В поисках баланса сложности
Сложность игры при этом должна была остаться достаточно высокой, на уровне первой части Resident Evil. Миками считал, что слишком лёгкая игра не передаст ощущения скорости и силы динозавров, не даст им возможности вызвать у игрока страх. Разработчики опасались, что добавление режима с пониженной сложностью вызовет критику в стиле «игра была слишком простой, никакого напряжения», но всё же сделали выбор в пользу доступности Dino Crisis для более широкого круга пользователей и включили в игру «лёгкий» режим. В попытках сбалансировать сложность игры разработчики в дополнение к точкам сохранения (которые можно было использовать сколько угодно раз, в отличие от Resident Evil) также добавили систему продолжений, позволяющую ограниченное число раз переиграть последнюю комнату.
Упрощение игры во многом шло вразрез с представлениями Миками о гейм-дизайне. Он не хотел ориентироваться на игроков, у которых есть всего пара часов после работы и переживал о том, что игроки, не желающие прилагать усилий для прохождения трудных частей игры через боль и страдания, утрачивают ощущения, связанные с преодолением трудностей. Гейм-дизайнерам приходилось прилагать усилия, чтобы побудить игроков не бросать игру, предлагая им награду в виде захватывающих сюжетных поворотов или крутых сцен. Несмотря на это, Миками стремился к тому, чтобы Dino Crisis оставляла у игроков целостное впечатление, а не сводилась к достижению концовки. Однако всё же он был вынужден идти на компромисс, чтобы игра не заставляла игроков отбрасывать геймпад из-за фрустрации.
Также при поиске баланса сложности приходилось учитывать этнические различия. По словам Миками, сначала разрабатывались головоломки для японской версии игры, которые должны были быть достаточно простыми со множеством подсказок, а потом они усложнялись для американской версии. По мнению Миками, это было связано с различием в психологии игроков: японцы были более склонны бросать игры, которые создают для них трудности, и им нужны подсказки, говорящие, что делать дальше. Американцы же получали больше удовольствия от самостоятельного преодоления препятствий, поэтому для них головоломки усложнялись с устранением очевидных подсказок. В американской версии также было изменено местоположение предметов и врагов, а количество продолжений уменьшено с 30 до 5.

### Сюжет и персонажи
При создании научно-фантастических элементов игры разработчики опирались на книги научно-популярной серии Bluebacks издательства Коданся, в частности, «Что такое электричество?» и «Что такое батарейки?». Идея «чистой энергии» как сюжетного элемента была основана на фильме «Цепная реакция». Выбор названия «остров Ибиса» для локации игры связан с японским названием красноногого ибиса — токи, что омонимично японскому слову «время». Разработчики решили, что это соответствует идее путешествий во времени, задействованной в сюжете игры. Кроме того, прослеживаются определённые параллели с Раккун-сити (с англ. — «город Енота»), где проходит действие Resident Evil. В интервью Capcom говорится, что, вероятно, среди команды разработчиков было немало любителей животных. Идея сделать главным персонажем женщину принадлежала Сю Такуми и была поддержана Миками, который счёл весьма эффектным контраст между красотой и хрупкостью женского тела и разрушительной силой динозавров.
В игру была включена возможность выбора между несколькими вариантами дальнейших действий в ключевых точках. Миками стремился к тому, чтобы выбор игрока был основан не на выборе между «хорошей» и «плохой» концовкой. Он негативно относился к тому, что игроки стремятся «пройти» игру, занимаясь просчитыванием наиболее выгодного варианта действий. Выборы должны были стать неочевидными, чтобы игрок думал не о том, как получить наибольшую выгоду, а проникался рассказываемой игрой историей. Для того, чтобы сделать выбор осмысленным, дизайнеры воспользовались приёмом создания «сильного антагонизма» между двумя второстепенными персонажами, наделив их противоречащими убеждениями и ценностями, от которых они не готовы отказаться. Выбор игрока должен был определяться симпатией или антипатией к определённому персонажу.
Именно поэтому определяющим фактором дизайна этих персонажей стали их глубинные черты характера. Изначально им были присвоены временные имена: персонаж, который впоследствии стал Риком, носил имя «Bottsu» (от яп. 朴訥 бокутоцу — «откровенный», «простой», «искренний»), а будущий Гейл получил имя «Cyber». Соответственно, первый должен был стать тёплым и открытым, а второй — безэмоциональным и выполняющим задание, как будто машина. Дальнейшая работа с персонажами строилась на развитии этих базовых характеристик, разработчики не называли для них каких-либо прототипов. Однако на некоторые особенности персонажей повлияли другие произведения: вдохновением для «американских шуток» Рика стали манга «Кибер Блю» и фильм «Последний бойскаут», а костюм Регины был основан на образе Джессики Прист из фильма «Спаун». Одежда остальных членов отряда создавалась, чтобы соответствовать Регине. Красный цвет волос Регины был выбран, чтобы выделить её в качестве главного персонажа (в японском театре одежду красного цвета часто носит персонаж-«герой»).

### Выпуск
Анонс Dino Crisis состоялся 26 февраля 1999 года. Игра была впервые представлена публике 19 марта 1999 года на Tokyo Game Show. Первая играбельная демо-версия была показана на E3 в мае 1999 года и вызвала значительный интерес у публики. Изначально игра должна была быть эксклюзивом для PlayStation.
Для того, чтобы увеличить продажи игры, Capcom дополнила её играбельной демо-версией Resident Evil 3. Это сработало, хотя и заставило игроков рассматривать Dino Crisis как «Resident Evil c динозаврами», невзирая на отмеченные выше существенные отличия в технологиях и игровом процессе. Аналогичным образом демо-версия Dino Crisis прилагалась к полной версии Resident Evil 3. Игра использовала встроенную защиту от пиратства: она не работала, если в приставке был установлен мод-чип, позволявший запускать нелицензионные копии игр. Однако способы обхода защиты были обнародованы в день начала продаж игры.
Игра была коммерчески успешной: в первую неделю продаж в Японии было продано 300 тысяч копий. Всего было продано 2,4 миллиона копий игры, что превзошло ожидания Capcom.
В октябре 2024 года игра стала доступна в составе подписки PlayStation Plus для приставок PlayStation 4 и PlayStation 5 (через PlayStation Plus Premium).

### Портирование
В конце 2000 года игра была портирована на платформы PC/Windows и Dreamcast практически без изменений (версия для Dreamcast создавалась на основе PC-версии). Были сделаны небольшие графические улучшения: повышено качество текстур и увеличено разрешение экрана, однако модели персонажей и все остальные составляющие игры остались прежними. В этих версиях игроку сразу был доступен секретный режим Operation: Wipeout, а также выбор костюмов главной героини. Кроме того, в PC-версии (но не на Dreamcast) доступны как японский, так и более сложный американский вариант игры («Arrange mode»).
В рамках рекламной кампании этих версий игры был выпущен клип рэп-группы Smoove D's на песню End of the World, в котором музыканты попадают на остров Ибиса вместе с персонажами игры.

### Отменённые версии игры для портативных приставок
В разработке также находились версии игры для приставки Game Boy Color, которые позже была отменена. Эта платформа вызывала большой интерес у Синдзи Миками: в интервью Next Generation он отмечал, что эта приставка, в отличие от монохромного Game Boy, позволяет показывать достаточно реалистичную графику, но её возможности всё же являются настолько ограниченными, что вынуждают дизайнера фокусироваться в первую очередь на игровом процессе.
Первый вариант Dino Crisis для Game Boy Color разрабатывался в 2000 году британской компанией M4. Разработка игры была заказана Virgin Interactive, которая занималась изданием игр Capcom на европейском рынке. Virgin надеялась, что разработка новых игр позволит углубить связи с Capcom. Был создан прототип, использовавший вид сверху для исследования игровой локации (которой должен был стать круизный лайнер), и вид от первого лица для сражений с монстрами. Игровой процесс предполагал поиск ключей и других предметов для того, чтобы открыть путь к следующей локации. Прототип произвёл на Capcom хорошее впечатление, однако разработчиков попросили вместо Dino Crisis использовать в качестве основы Resident Evil. Результат был выпущен под названием Resident Evil Gaiden.
Второй вариант разрабатывался в конце 1999 — начале 2000 года Fluid Studios, также находившейся в Великобритании. Этот вариант предполагал воссоздание игрового процесса оригинальной Dino Crisis, но на портативной консоли. Проект должен был стать достаточно масштабным: предполагалось наличие семи карт со 100 комнатами, пяти типов динозавров, а также четырёх персонажей из оригинала (Регины, Рика, Гейла и Доктора Кирка). В игру должны были быть включены имевшиеся в оригинале возможности, такие как смешивание предметов, отправка их на хранение и решение головоломок. Должны были сохраняться сюжетные ходы и общий вид оригинала, однако вместо полигональных окружений должны были присутствовать статичные фоны. Также предполагалось наличие миниигр (таких как прокладывание трубопровода и сборка паззла). Разработчикам предстояло решить немало технических трудностей в связи с ограниченными аппаратными возможностями GBC. Однако разработка не зашла дальше этапа создания концепции проекта и смоделированных скриншотов игрового процесса. Доступны лишь несколько изображений и копия дизайн-документа.

## Саундтрек
Музыка для игры была написана композиторами Макото Томодзавой и Акари Каидой, ранее работавшими над Resident Evil. К ним также присоединился Саяка Фудзита. Музыкальное сопровождение игры создавало нужную атмосферу и получило положительные оценки игроков. Саундтрек Dino Crisis Original Soundtrack был выпущен на компакт-диске лейблом Suleputer на территории Японии 12 сентября 2000 года. В США диск был выпущен в 2000 году Mars Colony Music.
| №                   | Название                                 | Длительность |
| ------------------- | ---------------------------------------- | ------------ |
| 1.                  | «Dino Crisis»                            | 1:52         |
| 2.                  | «You Have Mail»                          | 1:44         |
| 3.                  | «Welcome to Genocide Island»             | 1:44         |
| 4.                  | «An Omen»                                | 0:11         |
| 5.                  | «An Encounter»                           | 1:16         |
| 6.                  | «The place is deserted through...»       | 1:31         |
| 7.                  | «Breakout»                               | 0:38         |
| 8.                  | «Set You at Ease»                        | 0:50         |
| 9.                  | «Entrance»                               | 0:15         |
| 10.                 | «On the Verge of Attack»                 | 0:37         |
| 11.                 | «Rush into»                              | 0:18         |
| 12.                 | «A Rowdy in Ancient Ages»                | 1:14         |
| 13.                 | «A Rescue or a Mission»                  | 1:33         |
| 14.                 | «Where's the Doc?»                       | 1:07         |
| 15.                 | «Doctor Kirk!?»                          | 0:08         |
| 16.                 | «Investigate the Underground»            | 1:01         |
| 17.                 | «Murderers in the Sky»                   | 0:57         |
| 18.                 | «Where’s the Survivor?»                  | 1:44         |
| 19.                 | «The Wounds Are Pretty Bad…»             | 0:46         |
| 20.                 | «Be Hanged and Dropped»                  | 0:14         |
| 21.                 | «Lamentation»                            | 0:22         |
| 22.                 | «Pounced»                                | 0:41         |
| 23.                 | «Lab in the Underground»                 | 1:47         |
| 24.                 | «A secret in the poisonous gas»          | 0:40         |
| 25.                 | «Confined»                               | 0:57         |
| 26.                 | «Make Your Choice»                       | 1:46         |
| 27.                 | «Elusive Dr. Kirk»                       | 2:13         |
| 28.                 | «To the Communication Room»              | 0:53         |
| 29.                 | «Giant Fang Bites»                       | 0:57         |
| 30.                 | «Get to the Heliport»                    | 1:13         |
| 31.                 | «Abandoned Hope»                         | 0:51         |
| 32.                 | «Hang in There»                          | 0:46         |
| 33.                 | «Underpass»                              | 0:50         |
| 34.                 | «Dark and Deserted»                      | 1:45         |
| 35.                 | «Heading for the Port»                   | 1:10         |
| 36.                 | «Giant Claws»                            | 1:12         |
| 37.                 | «Further Dread»                          | 0:35         |
| 38.                 | «Call from Survivor»                     | 0:41         |
| 39.                 | «The Violence comes down»                | 0:32         |
| 40.                 | «Distorted Space-Time Continuum»         | 0:57         |
| 41.                 | «Seek for the generator»                 | 0:41         |
| 42.                 | «Located main generator»                 | 1:16         |
| 43.                 | «Suspicious Shot»                        | 1:11         |
| 44.                 | «Glimpse»                                | 0:07         |
| 45.                 | «The tragedy arisen from the experiment» | 2:50         |
| 46.                 | «What’s Your Choice»                     | 1:22         |
| 47.                 | «Stabilizer and Initializer»             | 2:18         |
| 48.                 | «A Wiretap»                              | 0:45         |
| 49.                 | «Starting Up»                            | 0:37         |
| 50.                 | «There’s No Turning Back»                | 1:06         |
| 51.                 | «Overloaded»                             | 0:38         |
| 52.                 | «Breathe faintly»                        | 0:25         |
| 53.                 | «Last Selection»                         | 1:52         |
| 54.                 | «Stick to the Belief»                    | 0:43         |
| 55.                 | «A Fierce fight at port»                 | 0:55         |
| 56.                 | «Explosion»                              | 1:26         |
| 57.                 | «Hidden Purpose»                         | 2:34         |
| 58.                 | «Lie Down»                               | 0:28         |
| 59.                 | «The one who chase»                      | 1:04         |
| 60.                 | «Final Battle»                           | 1:08         |
| 61.                 | «At the Waterway»                        | 1:28         |
| 62.                 | «A Chopper»                              | 0:18         |
| 63.                 | «Finally Caught»                         | 0:29         |
| 64.                 | «Troublesome and Ferocious»              | 1:27         |
| 65.                 | «Burn Away»                              | 1:14         |
| 66.                 | «Reminiscent»                            | 2:27         |
| Общая длительность: | Общая длительность:                      | 1:09:50      |

В рецензии на сайте Video Game Music Online отмечено, что альбом содержит большое количество атмосферных треков. Тёплое синтезаторное вступление в «You Have a Mail» переходит в зловещий мотив с повторением трёх нисходящих нот. «Set You at Ease» создаёт успокаивающую атмосферу и основан одной повторяющейся ноте, к которой добавляются другие высокие ноты. Два трека «Where's the Doc» и «Where's the Survivor» используются в разных сюжетных ветках. В первом низкие струнные пассажи сопровождают колокольчики и вокал, во втором используется техника игры пиццикато и духовые инструменты. Трек «The Place is Desert Though» создаёт атмосферу изолированной технологической базы, используя звуки оборудования, которые чередуются с задержанными аккордами струнных, басовыми звуками духовых инструментов и лёгким ритмом ударных. Шум окружения используется и в других композициях. По мнению автора рецензии, в «Dark and Deserted» шум хорошо создаёт атмосферу, но слабым моментом композиции является пронизывающий её перкуссионный мотив. «Dino Crisis» с рёвом динозавра был охарактеризован как хороший заглавный трек, а «Welcome to the Genocide Island» — как эффектная кинематографическая композиция, в начальном отрывке создающая напряжение благодаря задержанным струнным аккордам, создающему атмосферу синтезатору и проникновенному ритму, а потом принимающая зловещий оборот с вступлением агрессивных ударов литавр и экзотических перкуссионных мотивов.
Однако в целом автор рецензии негативно оценивает саундтрек. В основном он счёл композиции вторичными и недоделанными. Треки, соответствующие моментам игры с активным действием, были сочтены Крисом Гринингом представляющими лишь панику и хаос, состоящими из случайных нот с пронзительными синтезаторными звуками, в которых «нет ничего художественного. Относительно положительно была охарактеризована тема тираннозавра «A Rowdy in Ancient Ages», в которой отмечены «последовательные композиционные идеи», остальные же пафосные композиции были оценены как «неприятные для прослушивания». Большинство мелодий, относящихся к событиям игры, названы мимолётными и банальными, а некоторые более-менее интересные с музыкальной точки зрения темы оказались слишком короткими. Выставляя саундтреку оценку 1/5, рецензент отмечает, что хотя композиции хороши в качестве звукового сопровождения к игре, лишь некоторые из них приносят удовольствие при прослушивании отдельно от неё.
В апреле 2021 года саундтрек Dino Crisis был выпущен в Steam (в форматах FLAC, AAC и MP3 с метаданными, включающими слова песен), а также для потокового прослушивания на Spotify.

## Восприятие
| Сводный рейтинг                    | Сводный рейтинг | Сводный рейтинг | Сводный рейтинг | Сводный рейтинг |
| Издание                            | Оценка          | Оценка          | Оценка          | Оценка          |
| Издание                            | Общая           | Dreamcast       | PC              | PS              |
| ---------------------------------- | --------------- | --------------- | --------------- | --------------- |
| GameRankings                       |                 | 71,85 %         | 61,21 %         | 83,59 %         |
| Metacritic                         | 74 %            | 74 %            | 59 %            |                 |
| MobyRank                           | 77 %            | 72 %            | 65 %            | 86 %            |
| Иноязычные издания                 |                 |                 |                 |                 |
| Издание                            | Оценка          | Оценка          | Оценка          | Оценка          |
| Издание                            | Общая           | Dreamcast       | PC              | PS              |
| CVG                                |                 | [ 55 ]          | [ 56 ]          | [ 7 ]           |
| Edge                               |                 |                 |                 | 8/10            |
| EGM                                |                 | 7,5/10          |                 | 30/40           |
| Eurogamer                          |                 | 7/10            | 5/10            |                 |
| Game Informer                      |                 | 6,5/10          |                 | 9/10            |
| GamePro                            |                 | 4/5             |                 | 4,5/5           |
| GameRevolution                     |                 |                 |                 | C+              |
| GameSpot                           |                 | 7,1/10          | 5,6/10          | 8,5/10          |
| GameSpy                            |                 |                 | 53/100          |                 |
| IGN                                |                 | 7,2/10          | 6,4/10          | 9,2/10          |
| Jeuxvideo.com                      |                 |                 | 16/20           | 17/20           |
| Next Generation                    |                 |                 |                 | [ 27 ]          |
| OPM                                |                 |                 |                 | [ 70 ]          |
| Gaming Age                         |                 |                 |                 | A               |
| Absolute PlayStation International |                 |                 |                 | 95%             |
| Maniac.de                          |                 | 82/100          |                 | 85/100          |
| Planet Dreamcast                   |                 | 7,5/10          |                 |                 |
| Thunderbolt Games                  |                 |                 |                 | 7/10            |
| Game Over Online                   |                 |                 | 62%             |                 |
| GamerWeb                           |                 |                 | 7,5/10          |                 |
| Computer Games Online              |                 |                 | [ 76 ]          |                 |
| Zeta                               |                 |                 | 89/100          |                 |
| Hyper                              |                 |                 |                 | 89/100          |
| Русскоязычные издания              |                 |                 |                 |                 |
| Издание                            | Оценка          | Оценка          | Оценка          | Оценка          |
| Издание                            | Общая           | Dreamcast       | PC              | PS              |
| Absolute Games                     |                 |                 | 50 %            |                 |
| OPM RU                             |                 |                 |                 | 8,5/10          |
| Game.EXE                           |                 |                 | 2,5/5           |                 |
| «НИМ»                              |                 |                 | 6,6/10          |                 |
| «Страна игр»                       |                 |                 |                 | 8,0/10          |

Игра рассматривалась изданиями как созданная по образу и подобию Resident Evil, и часто характеризовалась как «Resident Evil, но с динозаврами» или «Resident Evil на скорости». Обозреватели писали, что Dino Crisis основывается на базовых элементах, знакомых каждому игроку по Resident Evil: главная героиня — член тайной правительственной организации, вышедшая из под контроля ситуация в отдалённой местности, многоуровневые лабиринты, схема управления, стильно подобранные углы, с которых камера показывает происходящее, зловещие декорации, льющаяся реками кровь, а также шок и саспенс. Однако в рецензии IGN отмечалось, что игра использует несколько другой подход, с меньшей долей научной фантастики и сверхъестественного, основываясь на страхе разрывающих плоть хищников в стиле «Парка юрского периода». Многие обозреватели писали, что игра не была простым клоном Resident Evil. Она предлагала достаточно новых возможностей, свежий и оригинальный игровой процесс, достаточно правдоподобный сюжет, интересных противников, что позволяло ей занять собственную нишу в жанре survival horror. Hyper даже назвал игру представителем особого жанра survival suspence, заменяющего «фактор страха» на исследование в напряжённом ожидании.

### Сюжет и персонажи
В рецензии IGN высоко был оценён подход Capcom к подаче сюжета, который начинается с предоставлению игроку небольших фрагментов информации, которые складываются в единую картину после более глубокого изучения обстановки, и в итоге достигает впечатляющей кульминации. Рецензент пишет, что приёмам интеграции сюжета в игровую основу могли бы поучиться голливудские сценаристы. Gaming Age назвал «отличным» заданный разработчиками темп игры, постепенно переходящей от выполнения простого задания к глубоко просчитанной истории. Next Generation отмечал отличное чувство темпа и саспенса: интенсивное действие чередуется с затишьем, прерывающимся в тот момент, когда игрок думает, что он наконец-то оказался в безопасности.
Том Брамуэлл в Eurogamer назвал сюжет «довольно клишированным», но соответствующим сеттингу игры. Он также оценил постепенное раскрытие игрой своих секретов и регулярно появляющиеся видеозаставки, дающие игроку новую информацию, но оставляющие достаточно неотвеченных вопросов, чтобы сохранять напряжение. Бретт Тодд из Computer Games Online отметил кинематографические приемы и присущую Capcom «непревзойдённую» способность создавать атмосферу в жанре survival horror. Next Generation писал, что сюжет, хоть и не сложен, содержит достаточно завихрений и поворотов, чтобы удивить игрока.
Напротив, Absolute Games негативно оценил подачу сюжета, который назвал «линейным»: по мнению Владимира Горячева, развитие сюжета сводилось к тому, что после пересечения определённой ключевой точки на игрока вываливаются «килобайты глупых фраз». Сюжетные видеозаставки им также были оценены негативно. Thunderbolt Games отметил повторение сюжетных ходов, таких как «раскаивающийся» учёный, перед смертью передающий ключ для дальнейшего прохождения, или необходимость искать какой-то мелкий предмет, без которого не получается пройти дальше.
Сильным элементом, повышающим глубину и реиграбельность, рецензенты сочли возможность выбора пути, хотя в основном и не влияющую на общий сюжет, но вызывающую желание игрока проверить, что его ждёт на другом пути. Edge писал, что дизайнеры использовали приём создания напряжения внутри команды для того, чтобы предложить игроку альтернативные пути. Положительно оценивалось и присутствие в игре других элементов, позволяющих поддержать интерес к ней игрока, таких как три концовки, открываемый после прохождения специальные режимы и бонусные элементы, меняющие внешний вид персонажа. Диссонирующее мнение по этому поводу было высказано Game.EXE, рецензент которого написал, что все концовки «дурно пахнут хеппи-эндом».
Выбор в качестве главного персонажа волевой женщины-спецагента был хорошо принят рецензентами и отмечен как поддерживающий интерес к игре даже после того, как начнёт надоедать игровой процесс. Hyper выразил сожаление, что в тени Лары Крофт, получившей всё внимание медиа, оказались гораздо более достойные персонажи, такие как Регина. Французский Jeuxvideo.com назвал её представителем нового типажа героинь видеоигр: умных, красивых и мастерски обращающихся с оружием. В то же время, отмечался клишированный характер персонажа и слабая работа актрисы, её озвучившей. Владимир Горячев в рецензии для Absolute Games указал на не вполне естественное поведение Регины и других персонажей, довольно вяло реагирующих на обнаружение следов пребывания динозавров и самих ящеров. Сайт Absolute PlayStation International счёл небольшим недостатком игры наличие только одного управляемого игроком персонажа.

### Игровой процесс
В отношении игрового процесса рецензент IGN отмечает, что Dino Crisis использует ту же самую основу, что и Resident Evil, но добавляет к ней тонкостей, вводит новые элементы, исправляющие слабости предшественника, добавляет новые головоломки и проблемы, требующие стратегического решения. Отмечается возросший темп игрового процесса, связанный со сценами, требующего активного действия. Игрок должен постоянно быть настороже, ожидая атаки, а подобранные разработчиками углы камеры постоянно заставляют игрока двигаться в сторону слепых зон. В Eurogamer также отмечается, что позиционирование камеры, не показывающей возможную точку появления врагов, используется для создания напряжения, однако говорится, что игрок быстро учится понимать, что от него скрывают, что делает игру предсказуемой.
Динозавры, в отличие от медленных и безмозглых зомби Resident Evil, активно преследуют игрока, атакуют с разных сторон, выбивают из рук оружие, от них трудно убежать. Рецензенты хвалили управляющий противниками искусственный интеллект и считали, что разработчикам удалось создать у игрока впечатление, что на него охотятся опасные хищники. Edge писал, что игра, включающая небольшое количество сложно убиваемых противников, делает акцент на тактике и разных способах справиться с врагами: убить, усыпить, убежать, запереть в ранее исследованных областях. Maniac.de упоминает, что поведение динозавров меняется в зависимости от ситуации в игре: например, маленькие динозавры атакуют здорового персонажа только сзади, а раненого — со всех сторон. Обозреватель Gaming Age назвал противников «дьявольски умными» и отметил, что наиболее напряжённые моменты в игре связаны с попытками оторваться от преследующих динозавров и в последний момент нажать кнопку, активирующую барьер. Бернард Перрон обращает внимание на то, как игра подчёркивает агрессивный вид и поведение динозавров, в особенности тираннозавра, который показывается в заставках и игровых сценах с точки обзора, подчеркивающей его размеры.
В других рецензиях отмечалось, что лишь некоторые сцены с динозаврами действительно являются интересными — в основном это эпизоды с тираннозавром, а также первые столкновения с древними ящерами, которые задействуют кинематографические вставки, смену углов камеры и необходимость быстро действовать, создающие у игрока необходимые чувства страха. Последующие стычки с динозаврами не так пугают и быстро наскучивают, так что игрок начинает просто убегать от противников. Автор рецензии IGN на версию для ПК связал это с не очень естественными углами, с которых камера показывают сцену, что мешает нормально целиться.
Кроме того, в Gaming Age указывалось на ограниченность игрового процесса, связанную с тем, что игрок либо сражается с динозаврами, либо убегает от них, если кончились патроны, поскольку никаких других вариантов игра не предоставляет. В Thunderbolt Games указывалось на то, что связанная с более быстрыми противниками ориентации игры на сражения входит в противоречие с доставшейся в наследие от Resident Evil ограниченной доступностью боеприпасов. Ближе к концу игры из-за того, что динозавры постоянно возрождаются на уже очищенных от них уровнях, игрок оказывается вынужден жёстко экономить патроны, пытаясь пробежать мимо противников. Обозреватель Game Revolution счёл сражения с ящерами достаточно скучными, сводящимися к нескольким выстрелам в противника и не требующими каких-то высоких навыков игрока или сложных комбинаций действий. Computer Games Online писал, что бои с большинством динозавров сводятся к простому нажатию кнопок.
Критиками отмечались и другие недостатки игрового процесса, связанные с выбором динозавров в качестве противников. В рецензиях указывалось, что в игре представлено всего четыре вида динозавров (большую часть из которых составляют велоцирапторы). Привыкая к их нападениям, игрок постепенно перестаёт их пугаться, в отличие от Resident Evil, где он не знает, с каким странным творением разработчиков ему придётся столкнуться в следующий момент. Даже повторные встречи с тиранозавром, которого Gaming Age назвал «звездой» игры, не вызывают таких ощущений, как первая. «Не страшными» динозавров счёл Game Revolution. В обзоре GameSpy по поводу отсутствия разнообразия динозавров говорилось, что «как только вы убили одну ящерицу-переростка, вы убили их всех», а также отмечалось, что как только игрок понимает, что тиранозавр не преследует его, а появляется в строго определённых местах по сценарию, он перестаёт ждать их и бояться. Автор рецензии IGN называет Dino Crisis «чистым и стерильным» в отличие от «жутковатого и тёмного» Resident Evil. Кроме того, он говорит о недостаточном разнообразии доступного игроку оружия. «Стандартным» оружие называет и Владимир Горячев.
Были и другие замечания, касающиеся дизайна противников и прочих игровых механик. В GameSpot отмечается, что механика с «восстающими из мёртвых» недобитыми динозаврами не выглядит логичной и что зачастую игрок просто пробегает мимо динозавров в открывшийся выход. В Absolute PlayStation International говорилось об избыточном количестве частей тела и окровавленных внутренностей, разбросанных по уровню, вызывающее вопросы к пищевым пристрастиям динозавров: обозреватель удивлялся, почему тираннозавр тратит время на то, чтобы догнать человека, перекусить пополам, но при этом не съедает тело. Game Revolution отмечал использование элементов и механик, характерных для аркадных игр, таких как парящие в воздухе и вращающиеся ящики с боеприпасами, «воскрешающие» персонажа предметы и наличие в игре системы «продолжений». Автор обзора счёл их нарушающими атмосферу игры. В обзоре «Страны игр» указывалось на отсутствие двусторонней связи между персонажами: общение по рации всегда является инициативой Рика или Гейла, но не Регины.
Управление персонажем, аналогичное используемому в Resident Evil, в основном было оценено как работающее достаточно хорошо, особенно с учётом дополнительных функций, позволяющих развернуться на месте и ходить с оружием наготове. Game Informer назвал схему управления «проверенной», но отметил отсутствие давно напрашивавшихся действий, таких как приседание или медленное передвижение. Рецензент Jeuxvideo.com как небольшой недостаток отметил необходимость поворачиваться на месте, чтобы вписаться в крутые повороты. Gaming Age назвал схему управления «значительно ограничивающей» возможности совершения персонажем действий, однако всё же не счёл это критическим недостатком игры. GamePro слегка уменьшил оценку из-за невозможности перенастройки управления.
Существенную долю игрового времени занимало решение головоломок, которые журнал Electronic Gaming Monthly даже назвал формирующими основную динамику геймплея. Official U. S. Playstation Magazine назвал головоломки уникальными, сложными и интегрированными в место действия и сюжет. Предлагаемые игроку задачи в рецензии IGN названы «странными и переменчивыми». Автор отмечает, что они меняются по ходу игры, будучи простыми для понимания, но в то же время комплексными. Помимо «игр со словами», необходимыми для открывания дверей, он называет интересными головоломки с выстраиванием батарей по цвету, управлением краном и передвижением ящиков. Также он отмечает сложную загадку с размещением труб. Не всем рецензентам понравилась эта составляющая игры: автор рецензии IGN на версию для ПК счёл головоломки не очень свежими и требующими собирать кучу ключей для кучи дверей, а также выписывать на бумажку кодовые цифры. Edge писал, что включение некоторых головоломок похоже на попытку увеличить продажи руководств по прохождению. На сайте Maniac.de также сделали замечание об отсутствии функции сохранения найденных паролей.
Указывалось на нелогичность того, что важные пароли оставлены погибшими сотрудниками базы в случайных записках. Бретт Тодд из Computer Games Online отметил кодовые замки, дающие подсказки по взлому паролей, и использование цветных блоков для правильной установки труб, которые хотя и укладывались в логику игры, всё же могли показаться «сущей нелепостью». В обзоре GameSpot критике подверглись головоломки с ящиками, неправильное решение которых закрывает путь дальше и требует загрузки сохранённой игры. В целом автор счёл головоломки лёгкими и монотонными. В Eurogamer головоломки также назвали слишком лёгкими, с решениями, которые практически выдаются игроку в различных находимых им документах.
Game Informer в качестве достоинства игры отметил развитую систему комбинирования предметов. В то же время, указывалось на то, что даже несмотря на увеличившееся количество предметов, которые персонаж может носить с собой, всё же приходится отвлекаться на сортировку имеющихся вещей. В Thunderbolt Games говорилось, что постоянная необходимость искать спрятанные мелкие предметы, такие как «пробки», утомляет и расстраивает. Недостатком игры постоянный поиск ключей и прочих предметов был назван в обзоре Game Revolution.
Как недостаток игрового процесса расценивалась постоянная необходимость возвращаться в ранее обследованные части уровней, что спустя некоторое время начинало раздражать. В то же время, как смягчающие факторы рецензент IGN называет продуманное размещение точек сохранения и возможность использовать вентиляцию для сокращения пути. Положительно был рассмотрен отказ от использования специальных расходуемых предметов для сохранения игры. Критике подвергались быстро надоедающие анимации, появляющиеся при переходе между областями и достаточно долгая загрузка комнат.
Сложность игры в обзоре Computer and Video Games была оценена как достаточно высокая из-за ограниченных ресурсов и необходимости постоянно быть начеку. Обзор сайта Maniac.de указал на возрастающую по мере прохождения сложность головоломок. В то же время, обозреватели отметили небольшую продолжительность прохождения игры (около 10 часов).

### Графика и техническая реализация
Рецензенты отметили переход игры к использованию полигонального окружения вместо пререндеренных фонов. Критики указывали, что это дало возможность использовать изменение поля зрения камеры для придания напряжённости и динамичности игровому процессу, а также создания атмосферы страха. При этом гибкие возможности камеры не использовались чрезмерно активно и не отвлекали на себя внимание. Рецензент IGN писал, что камера работает так, как ожидается от фильма ужасов или боевика. Game Informer отмечал, что полигональная графика сделала более естественным переход к от игрового процесса к сюжетным заставкам, которые происходили в реальном времени и без смены декораций. Thunderbolt Games хвалил полигональную графику и модели персонажей (хотя и указал на отсутствие синхронизации губ с репликами), внутриигровые заставки и редкие видеоролики, которые также называл качественно сделанными. Рецензия «Страны игр» обратила внимание на проработанные и выглядящие живыми анимации динозавров и модели персонажей, но отметила некоторую «убогость» движений основных персонажей.
В то же время, из-за использования полигонов, по мнению обозревателя IGN, графический дизайн игры стал «более стерильным» чем в Resident Evil: хотя игра и выглядит отлично, с хорошим использованием текстур, особенно вне зданий, всё же отсутствие мелких деталей лишает игру части того, что делало других представителей жанра survival horror такими страшными, органичными и сверхъестественными. В GameSpot отмечалась ещё одна особенность игры, связанная с использованием полигонов: объекты, с которыми мог взаимодействовать персонаж, перестали выделяться на фонах, что делало их поиск более сложным. Обозреватель Game Revolution посчитал, что переход к полигональной графике лишил игру разнообразия: комнаты лабораторий и коридоры, где происходило действие, оказались похожими друг на друга. GamePro сравнил интерьеры игры с Metal Gear Solid: тёмные коридоры с текстурами низкого разрешения.
Критики хвалили работу программистов по оптимизации игры и задействованию возможностей аппаратного обеспечения, отмечая хорошую производительность и достаточную частоту кадров даже при отображении нескольких динозавров одновременно. Игра показывала чёткую картинку с качественно сделанными моделями персонажей и использованием эффектов освещения в реальном времени, которые заметны, например, когда персонаж проходит мимо источника света. Применение трёхмерной графики, требующей меньшего объема памяти, ускорило загрузку областей и увеличило интервалы между подгрузкой нового контента с диска. В Absolute Games писали о использовании игрой технологии захвата движения для главных персонажей и качественно выполненную анимацию динозавров. Jeuxvideo.com отмечал небольшие ошибки отображения на моделях персонажей, но в целом счёл графику настолько хорошей, насколько это было возможно. Рецензенты отмечали использование вибрационной обратной связи, передающее игроку дополнительные ощущения от происходящих на экране событий.

### Звук и музыка
Звуковую составляющую рецензенты в целом оценивали положительно, отмечая, что она хорошо передаёт атмосферу и добавляет остроты ощущениям от игрового процесса, а также позволяет своевременно обнаружить присутствие противников. Похвалу в рецензии IGN получили звуки, издаваемые динозаврами, которые хотя и не достигали уровня «Парка юрского периода», но всё же были сделаны качественно. Отрицательную характеристику получила работа авторов диалогов и актёров озвучивания («лучше, когда они не говорят»). В рецензии на ПК-версию отмечалось неправильное произношение актёрами слов (несмотря на озвучивание английской версии игры североамериканцами). В целом отмечая переигрывание актёров, рецензент Thunderbolt Games всё же назвал озвучивание «лучшим среди игр Capcom», выделив работу актёров, давших голоса Регине и Гейлу. В лучшем случае, озвучка характеризовалась как «сносная» или «не такая плохая, чтобы отвлечь от сюжета».
Музыка была оценена неоднозначно. Были издания, которые говорили, что она типична для подобных игр и способствует созданию напряжения и ощущения надвигающейся опасности. GamerWeb писал, что игра хорошо использует инструменты, чтобы передать настроение сцены: меланхолические скрипичные звуки, сопровождающие моменты блужданий по коридорам, резко переходят в композицию, задействующую весь оркестр, когда игрок сталкивается с противником. Обозреватель счёл, что без создающего правильную атмосферу саундтрека игра не была бы такой успешной. В «Стране игр» музыку назвали тревожной и призванной держать в напряжении, но быстро надоедающей. Обзор GamePro описывал смешанные впечатления: хотя зловещая симфоническая музыка хорошо соответствовала происходящему на экране, другие композиции были похожи на звучание взбесившегося джазового оркестра. В. В. Кириченко отмечает использование приёма музыкально-звукового контраста: в безопасных зонах играет спокойная музыка, в опасных используется нагнетающее звучание. Другие издания писали о музыке негативно: рецензент IGN назвал её «волной звуков, создающих ощущение», но не собственно музыкой, а Владимир Горячев — попыткой «изнасилования ушей игроков».

### Версия для Dreamcast
Выпущенная в 2000 году версия для Sega Dreamcast получила более низкие оценки критиков. Рецензенты писали, что игра не утратила своих достоинств при переносе на другую платформу, но всё же смотрелась как порт уже начинающей стареть игры с менее мощной платформы. Возможности приставки следующего поколения практически не были задействованы. На оценках сказалось отсутствие каких-либо заметных нововведений, кроме сразу доступных мини-игры «Operation: Wipeout» и костюмов Регины, и небольших графических улучшений. В линейке игр для новой консоли Dino Crisis оказалась на уровне среднего качества проектов. Игра сравнивалась уже не с первой и второй частями Resident Evil, а с Code: Veronica, которая была заметно новее и лучше. В то же время, рецензенты обращали внимание на сниженную цену и предлагали приобрести игру тем владельцам Dreamcast, которые ещё не были знакомы с версией для PlayStation.
Критики отмечали улучшенное качество текстур, отсутствие характерного для PlayStation эффекта «дрожания» и уменьшенную пикселизацию в сценах с приближением камеры. Также в обзорах упоминалось повышенное качество видеозаставок. Рецензент IGN визуальную составляющую этой версии назвал «более чистой». Однако всё же отсутствие мелких деталей и низкополигональные модели персонажей негативно сказались на оценках. В 4Players графика была названа «стерильной». Рецензент писал о том, что разработчики не воспользовались возможностью задействовать потенциал более мощной приставки, добавив фоновые анимации, детализированные текстуры или просчитываемые в реальном времени тени. Также в игре отсутствовала поддержка VGA-адаптеров для Dreamcast.
Стандартный для контроллера Dreamcast аналоговый стик при адаптации управления задействован не был: использовалась только крестовина. В целом управление было аналогично выпущенной ранее для этой приставки Code: Veronica. В рецензиях отмечалось, что управление достаточно хорошо адаптировано для контроллера Dreamcast и является интуитивным, так что игрок к нему быстро привыкает. В Eurogamer отмечалось наличие возможности поворачиваться на месте, облегчавшее сражения с несколькими противниками и более чёткое понимание того, в какую сторону будет двигаться персонаж при нажатии кнопки «вперёд». Поддерживались аксессуары для контроллера Dreamcast: c Vibration Pack была доступна тактильная обратная связь, а на экране VMU отображалось здоровье персонажа, количество и тип патронов к оружию.

### Версия для Windows
Также вышедшая в 2000 году версия для Windows была расценена рецензентами как очередной представитель портированных с приставок игр, разработчики которых не приложили усилий для того, чтобы задействовать аппаратные возможности платформы. Как и на Dreamcast, в этой версии сразу были доступны выбор костюмов и «Operation: Wipeout». Кроме того, присутствовал «усложнённый» режим «Arrange Mode», однако эти дополнения не показались обозревателям достаточными. Game.EXE назвал дополнительные возможности «подачкой» игрокам, не являющейся достаточной компенсацией за «никакой» порт. Рецензентам Dino Crisis напоминал вышедшую в 1992 году Alone in the Dark. Кроме того, игра сравнивалась с другими ПК-релизами, такими как Quake III Arena, Sacrifice, American McGee's Alice, которые намного превосходили Dino Crisis технологически. Computer Games Online назвал игру «анахронизмом». В рецензии Computer & Video Games говорилось, что пользователи ПК уже были раздосадованы долгим ожиданием игры, вышедшей практически одновременно с продолжением, так ещё и получили нисколько не улучшенный порт.
На игрока, запустившего эту версию, она сразу производила плохое впечатление: даже в целом положительно оценившие эту версию игры рецензенты писали про сильную размытость интерфейса и «абсолютно отвратительные меню». Несмотря на наличие поддержки 3D-ускорителей, игра использовала разрешение 640×480, которое для 2000 года было слишком низким. GamerWeb писал, что картинка, которая на экране телевизора казалась чёткой, на мониторе компьютера оказывалась едва ли адекватной. Использование полигональной графики спасло игру от пикселизации и размытия во время игрового процесса, однако отмечалось отсутствие детальных текстур и заметные «швы» между полигонами, более отчётливо видимые на экранах высокого разрешения. Обычный для PlayStation эффект «дрожания» текстур, сохранившийся в этой версии, вызывал недоумение критиков. Кроме того, из-за масштабирования при смене разрешения персонажи оказались вытянутыми по высоте. Искажению подвергались и лица персонажей. Размытой до частичной нечитаемости оказалась часть текстов игры.
В обзоре GameSpy и других рецензиях говорилось, что представляющая собой точную копию приставочной игры ПК-версия не соответствует ожиданиям и менталитету ПК-игроков. Отмечалось отсутствие привычной для ПК-игр функции сохранения в любом месте. Отсутствовала привычная гибкость управления с использованием мыши и свободой действий. Для управления предлагалось использовать клавиатуру, и используемая схема управления могла показаться поначалу непонятной, что позволило рецензенту IGN указать на недостаточную адаптацию управления. Даже при подключении геймпада схема управления могла показаться неудобной, а возможности её настройки отсутствовали. Также удивление вызывало сохранение разрывающих игровой процесс анимаций перемещения между комнатами, которые на PlayStation позволяли скрыть подгрузку данных с компакт-диска, но перестали выполнять какую-либо функциональную роль на ПК. Game.EXE, помимо части уже перечисленных претензий, указывал, что игре недостаёт возможности выложить лишний предмет в произвольном месте, стрейфа, а также способности персонажа передвигаться по лестницам в направлении, задаваемом игроком.
Говорилось и о недостатках сюжета и игрового процесса, к которым рассматривающие эту версию критики были менее склонны относиться снисходительно. Автор Eurogamer, хотя и отмечал способность игры создавать атмосферу страха, удивлялся, как она вообще могла оказаться успешной, несмотря на предсказуемый сюжет, чрезмерно лёгкие головоломки и плохую графику. Обозревателю GameSpot игра показалась рецензенту не особенно страшной и лишённой бросающей в дрожь атмосферы, характерной для Resident Evil и позволяющей закрыть глаза на недостатки игрового процесса. Он указывал, что саспенс в игре в основном создаётся невозможностью хорошенько рассмотреть атакующего противника из-за «кинематографичного» ракурса, с которого показывается сцена. Аналогичное мнение высказано в рецензии GameSpy, автор которой хотя и соглашался, что ограниченность обзора — это сознательный дизайнерский выбор, но отмечал, что у целевой аудитории ПК-игроков это будет вызывать раздражение. Также автор указывал на то, что неправильное решение некоторых головоломок приводило к невозможности продолжить игру. Game.EXE писал про «бесконечно занудный геймплей». Дополнительный режим Wipeout рецензент счёл быстро наскучивающим
Рецензенты не рекомендовали приобретать эту версию игры, отмечая, что она может быть интересна лишь немногочисленным фанатам. GamerWeb обращал внимание на сниженную цену, по которой на онлайн-площадках продавалась эта версия. С одной стороны, по мнению автора рецензии, это указывало на то, что Capcom пытается выжать последние капли прибыли, предлагая игрокам устаревшую игру практически без изменений. С другой стороны, это позволяло нетребовательному игроку всё же оправдать покупку.

### Ретроспективные обзоры
В целом позитивный обзор игры был опубликован в 2014 году APGNation. Рецензент игры счёл её хорошо сохранившейся для своего возраста и представляющей интерес для фанатов жанра survival horror, особенно с учётом низкой цены версии, доступной в PlayStation Network. Как достоинство игры он отметил наличие развилок в сюжете с выбором варианта прохождения, редких для игр конца 1990-х. В то же время, в рецензии указывалось на недостатки игры, которые могут оттолкнуть от неё следующее поколение игроков: устаревшую схему управления, которая не была обновлена в версиях для более новых приставок, а также графику, которая выглядела достаточно хорошо на момент выпуска игры, но уже не смотрится привлекательно спустя годы.
В ретроспективном обзоре 2014 года, опубликованном на сайте Eurogamer, журналистка Аойф Уилсон называет Dino Crisis «забытой жемчужиной» Синдзи Миками. Отмечая, что игра вышла всего через год после Resident Evil 2 и незадолго до Resident Evil 3, Уилсон указывает на её стилистические и атмосферные отличия от серии Resident Evil. Если Resident Evil опирался на готическую атмосферу и антураж классических фильмов ужасов, то Dino Crisis черпала вдохновение из летних блокбастеров и хакерских фильмов 90-х, что отразилось в футуристическом дизайне локаций и технологических элементах. В отличие от старомодной одежды и антуража Resident Evil, герои Dino Crisis носят обтягивающий спандекс и используют электронные гаджеты. Головоломки, связанные с электрическими цепями, лазерами и компакт-дисками, играющими роль ключей, по мнению автора, лучше соответствовали духу времени, чем загадки Resident Evil с древними артефактами и каменными плитами.
По мнению автора, игра делала акцент не на ужасе и отвращении, как Resident Evil, а на постоянном чувстве беспокойства и напряжении, которое поддерживается быстротой и непредсказуемостью динозавров, а также QTE-механикой «Danger Events». Автор отмечает, что игра с самого начала удивляет игроков тем, что вместо противостояния охотника и жертвы в тёмных джунглях, которого можно было бы ожидать после жёсткой посадки в зарослях, действие быстро переносится в металлические коридоры, залитые люминесцентным светом. Первое столкновение игрока с раптором она описывает как момент, который буквально «потрясает» и заставляет ощутить реальную угрозу: врагов непросто убить, они могут наносить серьезный урон и преследуют персонажа при попытке бегства. Уилсон называет игру проектом, который оказался «замороженным во времени», не получив развития, в отличие от мутировавшего и эволюционировавшего Resident Evil. Она выражает надежду на  возрождение серии на фоне возвращения жанра survival horror к идее уязвимости игрока перед превосходящим противником.
Статья 2021 года на сайте GameGuru, характеризуя тенденцию рассматривать Dino Crisis как «Resident Evil… только с динозаврами», отмечает, что несмотря на очевидные общие корни и сходство механик, игра содержала много новшеств и дизайнерских решений, которые лишь спустя годы появятся в Resident Evil: трёхмерное окружение, позволявшее использовать динамичную камеру, нелинейность прохождения, более динамичная боевая система, задействование элементов окружения, таких как лазерные барьеры, в сражениях с противниками. Dino Crisis стала одной из первых игр с quick-time событиями, требовавшими от игрока быстро нажимать на определённые кнопки. Впоследствии QTE Миками активно задействовал в Resident Evil 4. Отмечалось также отсутствие индикатора здоровья: необходимость определять степень тяжести повреждений по анимации персонажа способствовала погружению в игровой процесс.

### Оценки в научных работах
Райан Шайдинг отмечает, что в Dino Crisis, как и в творчестве Миками в целом, прослеживается влияние японской культурной памяти о бомбардировках Хиросимы и Нагасаки. В частности, доктор Кирк, чьи научные эксперименты с «Третьей энергией» приводят к масштабным разрушениям и гибели людей, воплощает образ учёного, чьи амбиции привели к непредсказуемым последствиям. Это интерпретируется Шайдингом как аллюзия на Роберта Оппенгеймера и создание атомной бомбы.

## Наследие
Продолжение игры Dino Crisis 2 было выпущено на PlayStation в 2000 году. Разработкой занималась новая команда, изменившая подход к игровому процессу: развитие получили механики, отличавшие Dino Crisis от Resident Evil. Новая игра отказалась от трёхмерных декораций, но делала гораздо больший акцент на открытые сражения с противниками и набор очков, а также на переключение между персонажами. Позднее аналогичный жанровый переход произошёл и в четвёртой и пятой частях серии Resident Evil.
В 2002 году для PlayStation 2 был выпущен спин-офф Dino Stalker (в Японии — Gun Survivor 3: Dino Crisis), ставший шутером, использующим световой пистолет. Полноценное продолжение Dino Crisis 3 было выпущено в 2003 году эксклюзивно для Xbox. Игра далеко отошла от основ серии как сюжетно, так и по игровому процессу и оказалась провальной.
С тех пор новые игры серии не выходили, хотя Регина появлялась в качестве камео в других играх Capcom. В твиттере разработчиков появлялось сообщение, согласно которому «Dino Crisis вернется, если достаточно людей этого захочет», однако ни продолжений, ни ремейков игр серии анонсировано не было. По результатам проведённого Capcom в 2024 году опроса, Dino Crisis оказалась игрой, ремейка или продолжения которой больше всего ждут фанаты. Игра также заняла второе место в списке самых любимых игроками продуктов Capcom. О возможных планах разработки какого-либо проекта на основе Dino Crisis неоднократно сообщали инсайдеры, однако более конкретная информация в открытый доступ не попадала. Синдзи Миками в 2024 году высказал мнение, что фанаты Dino Crisis рассчитывали, что духовным наследником серии станет Exoprimal, однако игра не оправдала их ожиданий. По мнению Миками, рыночная ниша Dino Crisis уже занята вполне успешной серией Monster Hunter.
В 2020 году для ПК-версии игры был выпущен набор фанатских патчей Dino Crisis Classic REbirth, позволяющий запускать игру на новых компьютерах и актуальных версиях Windows. Также была добавлена поддержка высоких разрешений экрана, широкоэкранных режимов, исправлены графические дефекты. Можно также добавить к игре видео, музыку и звук более высокого качества, взятые из версии для Dreamcast, а также текстуры высокого разрешения, созданные при помощи ИИ-апскейлинга (изначально также созданные для версии под Dreamcast, запускаемой через эмулятор).